# إليزابيث نيلسون آدامز
إليزابيث نيلسون آدامز (بالإنجليزية: Elizabeth Nelson Adams)‏ هي رسامة أمريكية، ولدت في 1941.

## وصلات خارجية
- إليزابيث نيلسون آدامز على موقع IMDb (الإنجليزية)